# Crime e Castigo (filme)
Rikos ja rangaistus (bra/prt: Crime e Castigo) é um filme de 1983 dirigido por Aki Kaurismäki. É o primeiro longa-metragem de Kaurismäki e é baseado no romance homônimo de Fiodor Dostoiévski de 1866, Prestuplênie i nakazánie. O personagem principal do filme se chama Rahikainen.
Em 1984, recebeu dois Prêmios Jussi: de melhor filme de estreia e melhor roteiro.

## Enredo
Um trabalhador de um matadouro, Antti Rahikainen (Markku Toikka), mata um homem. Uma mulher de um serviço de catering que chegou para organizar uma festa é a única testemunha – ela opta por não chamar a polícia, mas diz-lhe para ir embora. Enquanto a polícia o caça, Rahikainen falta ao trabalho e começa a vagar por Helsinque, vendo um artigo sobre o assassinato no jornal. Seu colega de trabalho (Matti Pellonpää) manda ele tirar uma semana de folga. Ele encontra a mulher que testemunhou o assassinato, Eeva Laakso (Aino Seppo), e diz a ela para encontrá-lo após seu turno, onde ele diz a ela para lembrar as palavras Silver Lining Hostel. Ele chega em casa e descobre que foi intimado pelo assassinato. No dia seguinte, na delegacia, ele é questionado sobre seu paradeiro no momento do assassinato e sua relação com Kari Honkanen, o empresário assassinado. É revelado que há três anos, a noiva de Rahikainen foi morta por Honkanen em um acidente ao dirigir embriagado, e quando o tribunal não o acusou, Rahikainen jurou vingança. Eeva chega à delegacia e novamente não identifica Rahikainen como o assassino, obrigando os policiais a libertá-lo.
Rahikainen e Eeva se encontram em uma balsa à noite, onde ele conta que matou Honkanen porque "o achou nojento" e "queria mostrar que as coisas são menos simples do que as pessoas pensam". Enquanto Rahikainen foge do trabalho e planeja deixar o país, ele e Eeva começam a passar mais tempo juntos. Ela encontra a arma no apartamento dele e a guarda no bolso. Um homem que persegue Eeva, Heinonen, que os espiona através das paredes, tranca Eeva em seu quarto de hotel e ameaça ir à polícia por causa de Rahikainen se ela não aceitar sua proposta de casamento. Ela escapa ameaçando-o com a arma.
Quando Heinonen vai enfrentar Rahikainen, ele é atropelado por um bonde e morre. O inspetor de polícia Pennanen (Esko Nikkari) continua suspeitando de Rahikainen pelo crime, mas outro homem confessa e é acusado, permitindo-lhe escapar. Rahikainen está atormentado pela culpa pelo assassinato e pelos acontecimentos dos últimos dias e não tem certeza do que fazer.
Com seu novo passaporte falso, Rahikainen e seu amigo se preparam para embarcar na balsa noturna para Estocolmo; no entanto, pouco antes de partir, Rahikainen dá uma última olhada em Eeva. Isso o convence a ir à delegacia e se entregar. Ele é condenado a oito anos, onde na prisão diz a Eeva: "Eu matei um piolho e também me tornei um piolho".